# Friedrich Winter (Theologe)
Friedrich Winter (* 4. März 1927 in Soest; † 22. Februar 2022 in Berlin) war ein deutscher evangelischer Theologe, Studentenpfarrer in Greifswald, Superintendent in Grimmen/Pommern, Dozent am Sprachenkonvikt in Berlin, Propst in der Evangelischen Kirche Berlin-Brandenburg und Präsident der Kirchenkanzlei der Evangelischen Kirche der Union für den Bereich der DDR.

## Werdegang

### Kindheit und Jugend
Friedrich Winter wurde am 4. März 1927 in Soest/Westfalen als sechstes Kind des Leiters des Predigerseminars der westfälischen evangelischen Kirche Karl Winter und dessen Frau Auguste Winter, geb. Delius (1883–1977) geboren. Friedrich Winter besuchte ab 1933 die Thomae-Schule, eine Evangelische Bekenntnisschule in Soest und, nachdem der Vater 1936 zum Superintendenten des Kirchenkreises Loitz im Kreis Demmin in Vorpommern gewählt wurde, die dortige Volksschule. Er wechselte 1937 auf das Gymnasium in Demmin und wurde am 5. April 1941 durch seinen Vater in Loitz konfirmiert. Mit 16 Jahren wurde er zum Kriegsdienst eingezogen, diente zuerst als Marinehelfer auf Helgoland und wurde dann bei der Infanterie gegen den Vormarsch der sowjetischen Truppen bei Thorn in Pommern eingesetzt. Unter den Eindrücken der Kämpfe entschloss er sich im Falle des Überlebens Pfarrer zu werden. An der Weichsel erlitt er durch eine Granate eine Kriegsverletzung und erlebte die letzten Tage des Zweiten Weltkrieges in Lazaretten in Delmenhorst, wieder in Loitz und Husum. Nach Kriegsende wurde Winter nach Soest in der britischen Zone entlassen. In Osnabrück vollendete er die durch den Kriegseinsatz unterbrochene Schulausbildung und erlangte dort die Hochschulreife.

### Studium und Beruf
Winter nahm 1947 das Theologiestudium an der Universität Greifswald auf, das er an der Berliner Humboldt-Universität fortsetzte und an der Universität Rostock abschloss. Das erste theologische Examen legte Winter 1951 in der Pommerschen Evangelischen Kirche in Greifswald ab und begann sein Vikariat in Ferdinandshof, Kreis Ueckermünde. Das Vikariat unterbrach Winter 1952 für die Promotion zum Dr. theol. bei Martin Doerne in Rostock mit der Abhandlung Confessio Augustana und Heidelberger Katechismus in vergleichender Betrachtung. Am 28. Juni 1953 wurde Winter in Ferdinandshof durch Bischof Karl von Scheven ordiniert und setzte danach seinen Dienst als Prädikant und Hilfsprediger in Ferdinandshof fort.
1954 wurde Winter von der Studentenschaft zum Studentenpfarrer in Greifswald gewählt und 1955 dort in sein Amt von Bischof Friedrich-Wilhelm Krummacher eingeführt.
1960 wurde Friedrich Winter zum Superintendenten und Pfarrer nach Grimmen in Vorpommern berufen und leitete neben der Gemeindearbeit den kleinen Kirchenkreis mit 12 Pfarrstellen. 1964 erfolgte der Ruf als Dozent für das Fach Praktische Theologie am Sprachenkonvikt in Berlin (Ost), an dem er von 1966 an für zwei Jahre auch das Rektorat führte.

### Leitende Kirchenämter
Der neunjährigen wissenschaftlichen Arbeit am Sprachenkonvikt schloss sich 1973 die Tätigkeit als Oberkonsistorialrat und Propst im Konsistorium der Evangelischen Kirche in Berlin Brandenburg mit dem Dienstsitz in Berlin (Ost) an. Erst jetzt erteilten die DDR-Behörden ihm und der Familie die Zuzugsgenehmigung nach Berlin. Als Propst widmete er sich besonders dem Ausbau des Seelsorgedezernats, der Betreuung provinzialkirchlicher Pfarrer und Mitarbeiter und der Gehörlosenarbeit. In der Konfrontation zwischen Evangelischer Kirche und dem DDR-Staatsapparat sammelte Winter Beschwerden gegen die Ablehnung von Zulassungen kirchlich gebundener Schüler zur Erweiterten Oberschule und zum Studium, setzte die Möglichkeit konfessioneller Andachten in staatlichen Feierabendheimen durch und setzte sich für Wehrdienstverweigerer ein. Darüber hinaus organisierte er den Kontakt zur Kirchenregion in Berlin (West) durch Kuriere. In Winters Amtszeit als Propst fiel auch die Beschäftigung mit den kirchlichen Friedens- und Umweltbegegnung in der DDR. An den im Sommer 1981 von oppositionellen Kirchengruppen veranstalteten Blues-Messen in der Lichtenberger Samariterkirche nahm Propst Winter teil, wie das Ministerium für Staatssicherheit dokumentierte. Weitere Aufgaben im Propstamt waren theologische Grundsatzfragen, die theologische Ausbildung und der Vorsitz in der Jugendkammer sowie im Kuratorium des Sprachenkonviktes. Konsistorialpräsident Manfred Stolpe attestierte ihm in seinem Amt eine „akribische Arbeitsweise“.
Zum 1. September 1986 wechselte Winter in das Amt des Präsidenten der (östlichen) Kirchenkanzlei der Evangelischen Kirche der Union als Nachfolger von Joachim Rogge. In seiner Amtszeit begleitete er den Wiederaufbau des Berliner Doms, an dem er auch einen Predigtauftrag sowie den Vorsitz im Domverwaltungsrat wahrnahm. Nach dem Fall der Berliner Mauer 1989 und der Wiedervereinigung Deutschlands bestand Winters Hauptaufgabe in der Zusammenführung der Kirchenkanzleien Ost und West. Mit dem Ende der östlichen Kirchenkanzlei am 31. Dezember 1991 schied Winter aus seinem Dienst aus und trat in den Ruhestand. Im Festgottesdienst zur Zusammenlegung der 40 Jahre getrennten Bereiche der Evangelischen Kirche der Union in der Französischen Friedrichstadtkirche wurde Winter am 4. Februar 1992 verabschiedet.

## Ruhestand

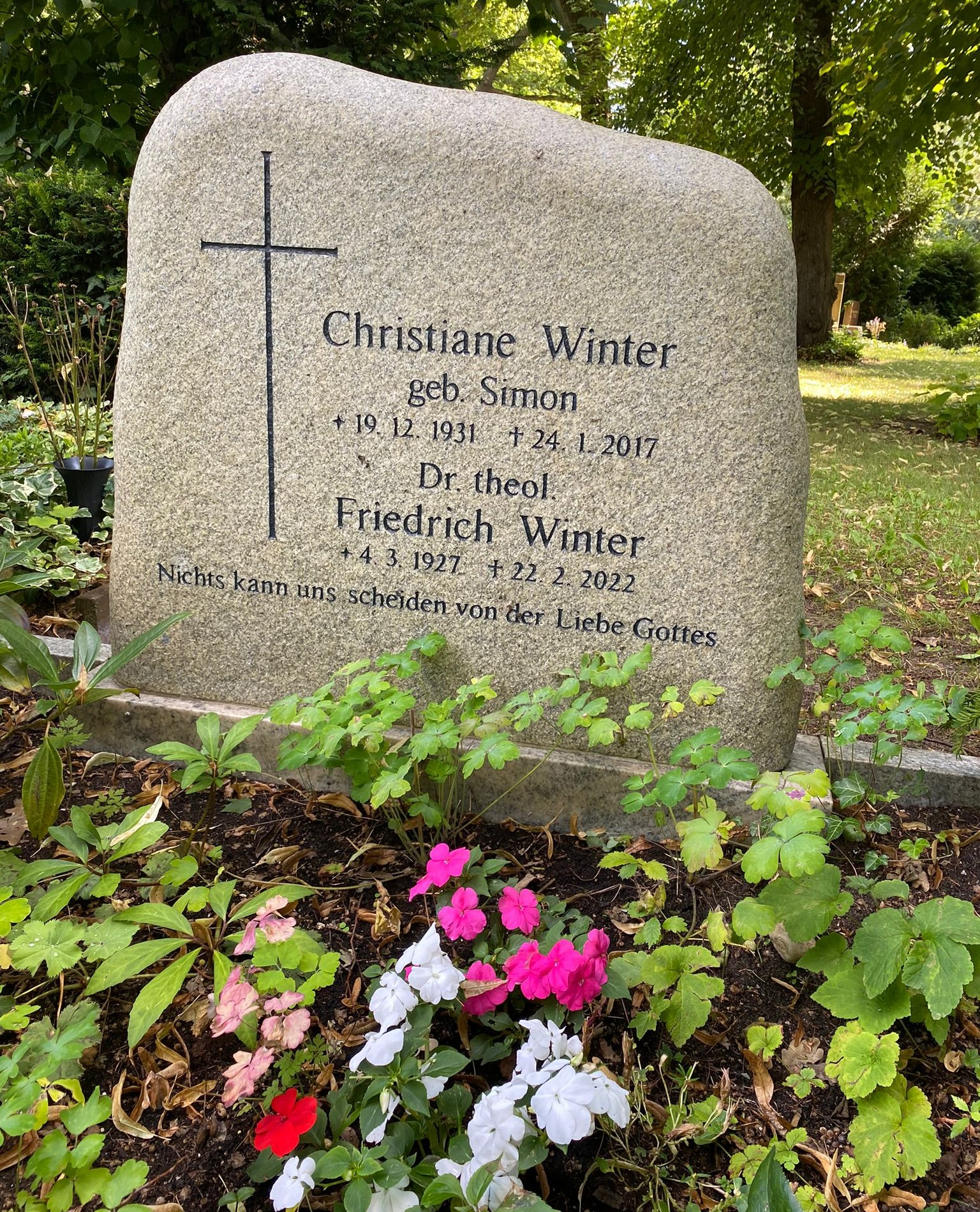
Grabstätte auf dem Friedhof der Laurentiusgemeinde

Nach dem Eintritt in den Ruhestand widmete sich Friedrich Winter der Erforschung kirchlicher Zeitgeschichte und zeichnete in zahlreichen Veröffentlichungen ein Bild der evangelischen Kirche in der DDR. Sieben Jahre lang bis 2005 arbeitete Winter in der Wiedereintrittsstelle im Berliner Dom mit. Im Alter von 81 Jahren, 2008, beendete er seinen ehrenamtlichen Predigtdienst. Zu seinem 90. Geburtstag würdigte Bischof Markus Dröge ihn mit den Worten „In den schwierigen und herausfordernden Zeiten der Kirche in der DDR und in den Phasen des Umbruchs und der friedlichen Revolution haben Sie die Geschicke der evangelischen Kirche maßgeblich mitbestimmt und sich mit ihrem besonderen seelsorgerlichem Gespür für die Menschen eingesetzt. …Ihr Dienst…ist für mich ein bewegendes Zeugnis christlichen Lebens und Engagements!“. Die letzten Lebensjahre verbrachte Winter nach dem Tod seiner Ehefrau Christiane in einem Pflegeheim in Berlin-Köpenick. Er verstarb am 22. Februar 2022 und wurde nach der Trauerfeier am 9. März 2022 in der Stadtkirche St. Laurentius auf dem Friedhof an der Rudower Straße in Berlin-Köpenick beigesetzt.

## Familie
Seine ältere Schwester Annemarie Winter (1912–1945) war eine der ersten weiblichen Pastoren. Sie betreute die Gemeinde in Sageritz. 1945 starb sie als Zwangsarbeiterin in einem Lager in Sibirien. Friedrich Winter veröffentlichte eine Biographie über sie.
In der Studentengemeinde in Greifswald lernte Winter seine spätere Ehefrau, die Biologiestudentin Christiane Simon (* 1931), kennen. Beide heirateten am 23. Juli 1956 in Greifswald. Die Ehe wurde am darauffolgenden Tag in Altefähr, dem Geburtsort der Braut, kirchlich eingesegnet. In der Ehe wurden vier Kinder geboren. Christiane Winter verstarb 2017.

## Veröffentlichungen

### Bücher
- Confessio Augustana und Heidelberger Katechismus in vergleichender Betrachtung. Inaugural-Dissertation an der Universität Rostock. Evangelische Verlagsanstalt Berlin 1954

- Zehn Kapitel zur christlichen Ehe. Evangelische Verlagsanstalt, Berlin 1972

- Friedrich Winter (Hrsg.): Nur Zeuge sein: Predigten von Beratern und Lehrern der Verkündigung. Evangelische Verlagsanstalt Berlin 1975

- Seelsorge an Sterbenden und Trauernden. Evangelische Verlagsanstalt Berlin 1980

- Die Evangelische Kirche in Berlin-Brandenburg im Spiegel staatlicher Akten der DDR [Hrsg. vom Konsistorium der Evangelischen Kirche in Berlin-Brandenburg] Wichern-Verlag Berlin 1994

- Der Fall Defort: Drei Brandenburger Pfarrer im Konflikt – eine Dokumentation. Wichern-Verlag Berlin 1996

- Geteilte Einheit : die Evangelische Kirche in Berlin-Brandenburg 1961 bis 1990 (mit Werner Raddatz) Wichern-Verlag Berlin 2000

- Die Evangelische Kirche der Union und die Deutsche Demokratische Republik – Beziehungen und Wirkungen. Unio & Confessio, Band 22. Luther Verlag Bielefeld 2001

- Weiß ich den Weg auch nicht. Das Leben der Vikarin Annemarie Winter (1912–1945). Evangelische Verlagsanstalt Leipzig 2005.

- Ein pommersches Pfarrerleben in vier Zeiten: Bischof Karl von Scheven (1882 – 1954). Wichern Verlag Berlin 2009

- Friedrich Schauer (1891 – 1958) Seelsorger – Bekenner – Christ im Widerstand. Wichern Verlag Berlin 2011

### Artikel veröffentlicht im Jahrbuch für Berlin-Brandenburgische Kirchengeschichte
- Die Bedeutung der Theologischen Erklärung von Barmen für die Evangelische Kirche in Berlin-Brandenburg nach dem Zweiten Weltkrieg. Jg. 55 (1985), S. 249–270.

- Die politischen Beziehungen des „Sprachenkonvikts“ in Berlin. Abhängigkeit und Freiheit. Jg. 62 (2000), S. 201–226.

- Joachim Rogge (1929–2000): Nachruf Jg. 63 (2001) S. 159–161

- Die Evangelische Kirche in Berlin-Brandenburg – eine unierte Kirche. Hinweis auf eine Forschungslücke. Jg. 65 (2005), S. 118–128.

- Friedrich-Wilhelm Krummacher (1946–1955) und Fritz Führ (1956-1963). Zwei Generalsuperintendenten im Sprengel II von Berlin. Jg. 65 (2005), S. 214–242.

- Unierte Gemeinden in der östlichen Evangelischen Kirche der Union. Jg. 66 (2007), S. 121–128.

- Propst Siegfried Ringhandt (1906–1991). Bekenner – Leiter – Seelsorger. Jg. 66 (2007), S. 309–331.

- Ein Blick nach vorn. Günter Jacob und die Zukunft der Kirche (im Jahre 1985). Jg. 67 (2009), S. 383–392.

- Zwischen Ost und West. Die Evangelische Kirche in Berlin-Brandenburg (1945–1990). Jg. 67 (2009), S. 393–402

- Hartmut Grünbaum – Generalsuperintendent von Ost-Berlin 1974–1982 Jg. 69 (2013) S. 215–229